# Les Fleurs du mal (film)
Pour les articles homonymes, voir Les Fleurs du mal (homonymie).
Pour plus de détails, voir Fiche technique et Distribution.
Les Fleurs du mal est un film français de Jean-Pierre Rawson, sorti en 1991.

## Synopsis
L'histoire d'amour de Charles Baudelaire, avec notamment ses relations avec Mme Sabatier et Jeanne Duval. 

## Fiche technique
- Titre : Les Fleurs du mal
- Réalisation : Jean-Pierre Rawson, assisté d'Alain Nauroy
- Scénario : Jean-Pierre Rawson, d'après l'œuvre de Charles Baudelaire
- Photographie : Elso Roque
- Musique : Jean-Noël Chaléat
- Montage : Jacqueline Thiédot
- Coordinateur des combats et des cascades : Claude Carliez et son équipe
- Sociétés de production : Show-Off
- Pays d'origine :  France
- Langue originale : français
- Genre : drame
- Durée : 1h25 minutes
- Date de sortie : 13 novembre 1991

## Distribution
- Antoine Duléry : Charles Baudelaire
- Jean-Marie Lemaire : Pinard
- Patrice-Flora Praxo : Jeanne Duval
- Marianne Assouline : Mme Sabatier
- Claude Aufaure : l'abbé Richard
- Jean-Claude Bolle-Reddat : Boissard